# Finn Lemke
Finn Lemke (Bremen, 30 de abril de 1992) é um handebolista profissional alemão, medalhista olímpico

## Carreira
Finn Lemke integrou a Seleção Alemã de Handebol no Rio 2016, conquistando a medalha de bronze.